# Руджинешть (комуна)
Руджинешть, Руджинешті (рум. Ruginești) — комуна у повіті Вранча в Румунії. До складу комуни входять такі села (дані про населення за 2002 рік):
- Ангелешть (1315 осіб)
- Велень (370 осіб)
- Копечешть (820 осіб)
- Руджинешть (1939 осіб)

Комуна розташована на відстані 199 км на північний схід від Бухареста, 41 км на північ від Фокшан, 125 км на південь від Ясс, 100 км на північний захід від Галаца, 126 км на схід від Брашова.

## Населення
За даними перепису населення 2002 року у комуні проживали 4444 особи.
Національний склад населення комуни:
| Національність | Кількість осіб | Відсоток |
| -------------- | -------------- | -------- |
| румуни         | 4434           | 99,8%    |
| цигани         | 8              | 0,2%     |
| угорці         | 2              | < 0,1%   |

Рідною мовою назвали:
| Мова      | Кількість осіб | Відсоток |
| --------- | -------------- | -------- |
| румунська | 4443           | > 99,9%  |
| угорська  | 1              | < 0,1%   |

Склад населення комуни за віросповіданням:
| Релігія            | Кількість осіб | Відсоток |
| ------------------ | -------------- | -------- |
| православні        | 4405           | 99,1%    |
| старообрядці       | 24             | 0,5%     |
| адвентисти         | 5              | 0,1%     |
| римо-католики      | 3              | 0,1%     |
| баптисти           | 2              | < 0,1%   |
| лютерани           | 1              | < 0,1%   |
| не вказали релігію | 1              | < 0,1%   |